# Адолф II (Насау-Висбаден-Идщайн)
Адолф II фон Насау-Висбаден-Идщайн (на немски: Adolf II von Nassau-Wiesbaden-Idstein; * 1386; † 26 юли 1426) е от 1393 до 1426 г. граф на Насау-Висбаден-Идщайн.

## Произход и наследство
Той е син на граф Валрам IV фон Насау-Висбаден-Идщайн (1354 – 1393) и съпругата му Берта фон Вестербург († 1418), дъщеря на Йохан I фон Вестербург и на Кунигунда фон Сайн. Внук е на граф Адолф I фон Насау-Висбаден-Идщайн и Маргарета фон Нюрнберг, дъщеря на Фридрих IV, бургграф на Нюрнберг, и на Маргарета от Каринтия. Брат е на Маргарета фон Насау-Висбаден-Идщайн (* ок. 1380), омъжена за граф Хайнрих VII фон Валдек-Ландау (ок. 1370 – 1442).
След смъртта на баща му той управлява Насау-Висбаден и Насау-Идщайн.

## Фамилия
Адолф II се жени 1418 г. за маркграфиня Маргарета фон Баден (* 25 януари 1404; † 7 юли 1442), дъщеря на маркграф Бернхард I фон Баден († 1431) и Анна фон Йотинген († 1436). Те имат децата:
- Йохан II фон Насау-Висбаден (1419 – 1480), граф на Насау-Висбаден-Идщайн, женен на 17 юни 1437 г. за графиня Мария фон Насау-Диленбург (1418 – 1472), дъщеря на граф Енгелберт I фон Насау-Диленбург
- Анна фон Насау-Висбаден (1421 – 1465), омъжена 1438 г. за Еберхард III фон Епщайн-Кьонигщайн († 1466)
- Маргарета фон Насау († 1451), абатиса на Св. Урсула в Нюрнберг
- Адолф II фон Насау (ок. 1423 – 1475), архиепископ на Майнц (1461 – 1475)
- Агнес фон Насау-Висбаден (ок. 1425 – 1485), омъжена 1464 г. за Конрад VII фон Бикенбах († 1483)
- Валрам фон Насау-Висбаден († сл. 1426)

От неизвестна жена има син Адолф (fl. 1444/1472).